# جيم بولارد
جيم بولارد (بالإنجليزية: Jim Pollard) مواليد 09 يوليو 1922 في أوكلاند - الوفاة 22 يناير 1993، كان لاعب كرة سلة أمريكي تحول إلى التدريب بعد الاعتزال بدأ مسيرته الاحترافية في سنة 1947. بلغ طوله 6 قدم 4 بوصة (1.9 م). اعتزل اللعب في 1955.

## فرق لعب لها
- لوس أنجلوس ليكرز

## روابط خارجية
- جيم بولارد على موقع إن بي أي (الإنجليزية)
- جيم بولارد على موقع سبورتس رفرنس (الإنجليزية)
- جيم بولارد على موقع كلية كرة السلة في سبورتس رفرنس.كوم (الإنجليزية)
- جيم بولارد على موقع ريلجم (الإنجليزية)
- جيم بولارد على موقع بروبوليرز (الإنجليزية)
- جيم بولارد على موقع قاعة المشاهير الجامعة الوطنية لكرة السلة (الإنجليزية)
- جيم بولارد على موقع سبورتس رفرنس (الإنجليزية)
- جيم بولارد على موقع كلية كرة السلة في سبورتس رفرنس.كوم (الإنجليزية)
- جيم بولارد على موقع سبورتس رفرنس (الإنجليزية)